# Metaphaena angolensis
Metaphaena angolensis är en insektsart som beskrevs av Jacobi 1936. Metaphaena angolensis ingår i släktet Metaphaena och familjen lyktstritar. Inga underarter finns listade i Catalogue of Life.